# Fred Olen Ray

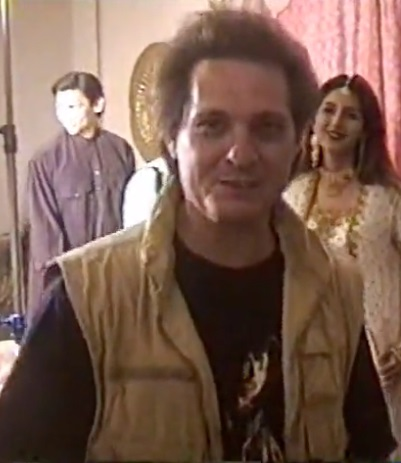
Fred Olen Ray (1996)

Fred Olen Ray (* 10. September 1954 in Wellston, Ohio) ist ein US-amerikanischer Filmproduzent, Filmregisseur und Drehbuchautor. Er gilt als Low-Budget- und Vielfilmer und hat bisher bei über 100 Filmen Regie geführt, wobei Active Stealth (1999), Final Examination (2003) und The Lair (2007) zu seinen bekanntesten Werken zählen.

## Leben
Bereits als Heranwachsender entdeckte Ray seine Liebe für Horrorfilme. Auf der Jagd nach Autogrammen der Darsteller traf er unter anderem Christopher Lee und Peter Cushing.
Schon als Teenager begann Ray, zunächst bei Horror- und Science-Fiction-Filmen Regie zu führen, arbeitete aber zwischendurch auch immer wieder als Darsteller, Effektspezialist etc.
Neben seinem Schaffen als Regisseur versuchte er sich auch am Wrestling unter dem Namen „Fabulous“ Freddie Valentine und betrieb eine Zeit lang eine Freakshow.
Ray hat sich auf billige Direct-to-Video-Produktionen spezialisiert, meist im Horror-Bereich. Bei den Fans ist Ray gerade wegen seiner Trash-Filme bekannt. Schauspieler, mit denen er mehrmals gearbeitet hat, sind unter anderem Brinke Stevens und Michael Berryman (Hügel der blutigen Augen) sowie Michael Dudikoff. Seine Filmografie umfasst neben Horror- und Actionfilmen auch zahlreiche Erotikfilme. Für den Bereich der Erotikfilme verwendet er üblicherweise das Pseudonym Nicholas Medina. Er inszenierte seit Ende der 1970er Jahre mehr als 160 Produktionen. Seit 2012 hat sich Ray auf Weihnachtsfilme spezialisiert.
1986 gründete er das Unternehmen American Independent Productions, um seine eigenen Filme produzieren und vertreiben zu können.
Im November 1991 veröffentlichte er ein Buch mit dem Titel The New Poverty Row: Independent Filmmakers as Distributors, in dem er die Probleme unabhängiger Filmemacher in den USA beschreibt und auf sechs unabhängige Produktionsfirmen eingeht.
Zu den Darstellern, mit denen er am häufigsten zusammengearbeitet hat, zählen Robert Quarry, die auch als Erotik- beziehungsweise Pornodarstellerinnen bekannten Beverly Lynne und Michelle Bauer, sowie der Schauspieler und Regisseur Ross Hagen.

## Privates
Seit 1997 ist er mit Kimberly A. Ray verheiratet. Diese ist vor allem als Produzentin seiner Filme tätig. 
Sein 1977 geborener Sohn Christopher Ray ist ebenfalls im Filmgeschäft tätig, unter anderem als Produzent und Regisseur, aber auch als Schauspieler.
Ray gehört die Distributions-Firma Retromedia Entertainment, die sowohl seine eigenen Filme als auch alte Kultklassiker auf DVD herausbringt.

## Filmografie (Auswahl)
- 1980: Alien Dead
- 1983: Der Fluch des blutigen Schatzes (Scalps)
- 1984: Gefangene im Weltraum (Star Slammer: The Escape)
- 1985: Monster aus der Galaxis (Biohazard)
- 1986: Das Geheimnis des Grabmals am Nil (The Tomb)
- 1986: Die Vergelter (Armed Response)
- 1986: The Phantom Empire
- 1987: Cyclone
- 1987: Deep Space
- 1987: Commando Squad
- 1988: Hollywood Chainsaw Hookers
- 1988: Beverly Hills Vamp
- 1988: War Lords – Die Zerstörer der Zukunft (Warlords)
- 1989: Terminal Force
- 1990: Spirits
- 1991: Witch Academy
- 1992: Mach 2 – Höllenflug über dem Atlantik (Mach 2)
- 1992: Evil Toons – Flotte Teens im Geisterhaus (Evil Toons)
- 1993: Geißel der Lust
- 1997: Die Insel der Riesen-Dinosaurier (Dinosaur Island)
- 1995: Masseuse
- 1995: Star Hunter
- 1995: Attack of the 60 Foot Centerfold
- 1995: Cyber Zone (Droid Gunner)
- 1997: Masseuse II
- 1997: Little Miss Magic – Die kleine Hexe (Little Miss Magic)
- 1997: The Shooter – Der Scharfschütze (The Shooter)
- 1997: Hybrid
- 1998: Dear Santa
- 1999: Crash Dive II (Counter Measures)
- 1999: Der Prophet
- 1999: Active Stealth
- 1999: Fugitive Mind – Der Weg ins Jenseits (Fugitive Mind)
- 2000: Critical Mass – Wettlauf mit der Zeit (Critical Mass)
- 2000: Abgetaucht – Flug 747 in Todesangst (Submerged)
- 2000: Sideshow
- 2001: Stranded – Operation Weltraum (Stranded)
- 2001: Air Rage – Terror in 30.000 Feet (Air Rage)
- 2002: Virus Outbreak – Die Biowaffe (Venomous)
- 2003: Final Examination
- 2004: Teenage Cavegirl
- 2004: Glass Trap
- 2004: Curse of the Erotic Tiki / Bikini a Go Go
- 2006: Ghost in a Teeny Bikini
- 2006: Bikini Girls from the Lost Planet
- 2007: Super Ninja Doll
- 2007: The Lair (Fernsehserie)
- 2007: The Girl from B.I.K.I.N.I.
- 2007: Nuclear Hurricane
- 2008: Voodoo Dollz
- 2008: Bikini Royale
- 2008: Tarzeena: Jiggle in the Jungle
- 2010: Bikini Frankenstein
- 2010: Twilight Vamps
- 2010: Turbulent Skies
- 2010: Bikini Jones and the Temple of Eros
- 2010: Housewives from Another World
- 2011: Supershark (Super Shark)
- 2011: Little Witches
- 2012: Dirty Blondes from Beyond
- 2012: Baby Dolls Behind Bars
- 2012: Kollisionskurs – Blackout im Cockpit (Collision Course)
- 2016: Sniper – Special Ops

## Bücher
- Fred Olen Ray: The New Poverty Row: Independent Filmmakers as Distributors. Mcfarland & Co Inc Pub, 1991, ISBN 978-0-89950-628-9, S. 240.
- Fred Olen Ray: Grind Show: Weirdness as Entertainment. American-Independent Press, 1993, S. 51.[6]